# Anna Maria Tatò
Anna Maria Tatò (Barletta, 19 d'abril de 1940 – Roma, 3 de juny de 2022) va ser una directora de cinema italiana.

## Biografia
Va dirigir sis pel·lícules entre 1978 i 1997. La seva pel·lícula documental Marcello Mastroianni - Mi ricordo, sì, io mi ricordo, homenatge al seu company Marcello Mastroianni, es va presentar a la secció Un Certain Regard al 50è Festival Internacional de Cinema de Canes en una edició reduïda i després a la 54a Mostra Internacional de Cinema de Venècia el 29 d'agost de 1997 en una edició completa (198 minuts). En aquella ocasió es va establir el Premi Marcello Mastroianni per al millor actor o actriu novell. La Mostra -dirigida per Felice Laudadio- va dedicar el cartell d'aquella edició al gran actor, utilitzant un fotograma de la seqüència final de Federico Fellini.
Anna Maria Tatò va morir després d'una breu malaltia el 3 de juny de 2022 a Roma., la ciutat on va tenir lloc l'endemà del funeral.

## Filmografia
- Le serpentine d'oro - curtmetratge (1978)
- Doppio sogno dei Sigg. X (1980)
- Desiderio (1983)
- L'addio a Enrico Berlinguer - documental col·lectiu (1984)
- La nit i el moment (1995)
- Marcello Mastroianni - Mi ricordo, sì, io mi ricordo - documental (1997)